# Иван Шибл
Иван Шибл (Вировитица, 28. октобар 1917 — Загреб, 30. март 1989) био је учесник Народноослободилачке борбе, генерал-потпуковник ЈНА, друштвено-политички радник СР Хрватске и СФРЈ и народни херој Југославије.

## Биографија
Рођен је 28. октобра 1917. године у Вировитици. До 1929. године Иван је живео у Вировитици, где је завршио основну школу и један разред Реалне гимназије. Из Вировитице се преселио у Загреб, где је завршио малу матуру и два разреда Учитељске школе. Док је похадао Учитељску школу, повезао се са револуционарним омладинским покретом, па је због своје активности био искључен из школе. Школовање је наставио у Чаковцу и Вршцу, али су га, убрзо, поново искључили из школе. Године 1935. вратио се у Загреб, где је наставио активност у револуционарном омладинском покрету. У то време био је и члан радничко-спортског друштва „Металац“, у којем се тада окупљала радничка омладина. Из тог друштва је око 40 чланова погинуло у Народноослободилачком рату, међу којима и народни хероји — Раде Кончар, Јожа Влаховић, Петар Бишкуп Вено и Маријан Чавић.
Године 1939. Иван је отишао на одслужење војног рока. После повратка из војске, није могао у Загребу добити запослење, па се запослио у Дуванској станици у Бујановцу, у јужној Србији. После три месеца, вратио се у Загреб и добио посао у библиотеци Економско-комерцијалне школе, у којој је радио до 1941. године.

### Народноослободилачка борба
После окупације Краљевине Југославије и стварања усташке Независне Државе Хрватске, Иван је као члан ударне групе учествовао, у току лета и јесени 1941. године, у низу оружаних акција на загребачким улицама (једна од њих била је атентат на немачке авијатичаре). У септембру 1941. године примљен је у чланство Комунистичке партије Југославије. Пред крај 1941. године, усташка полиција је открила његову активност, и зато је он 24. јануара 1942. године напустио окупирани Загреб и отишао у Банијски партизански одред.
Учествовао је низу борби прво као борац, а затим као политички комесар чете и батаљона у Одреду. Ујесен 1942. године, Иван је упућен у Калнички партизански одред, на дужност политичког комесара батаљона. На тој се дужности налазио до 31. децембра 1942, када је његов батаљон ушао у састав Седамнаесте славонске бригаде. Почетком 1943. године, постављен је на дужност политичког комесара те бригаде, а почетком октобра 1943. преузима дужност политичког комесара 28. славонске дивизије. Крајем 1943. године, Иван је постављен за вршиоца дужности политичког комесара Друге оперативне зоне Хрватске, а у јануару 1944. године постаје политички комесар Десетог загребачког корпуса. Ту функцију вршио је до ослободења Југославије, маја 1945. године.

### Послератна каријера
После ослобођења, изабран је за секретара Градског народног одбора у Загребу, и на тој дужности се налазио до краја 1945. године, када је поново прешао у службу Југословенске армије. У ЈНА је вршио дужности заменика политичког комесара и политичког комесара армије, начелника Кадровске управе у Главној политичкој управи Министарства народне одбране у Београду и политичког комесара Загребачке војне области. Године 1953. преведен је у резерву, у чину генерал-потпуковника.
Кратко време је радио као главни уредник листа „Борба“ у Београду, а у раздобљу од 1954. до 1963. године налазио се на дужности генералног директора Радио-телевизије „Загреб“. Од 1963. до 1967. био је председник Просветно-културног већа Сабора СР Хрватске, а од 1967. до 1969. године био је посланик у Већу народа Савезне скупштине. Од 1946. године Иван Шибл је неколико пута биран за посланика у Сабору. Од 1953. био је члан Централног комитета СК Хрватске, а од 1969. године био је председник Главног одбора СУБНОР-а Хрватске. Био је председник фудбалског клуба „Динамо“ из Загреба, од 1959. до 1967. године.
Децембра 1971. године, после XXI седнице Централног комитета СКЈ, одржане у Карађорђеву, на којој је смењено највише руководство ЦК Савеза комуниста Хрватске, Иван је дао оставку на све своје дужности. Године 1972. је искључен из Савеза комуниста Југославије и пензионисан.
Умро је 30. марта 1989. у Загребу и сахрањен на гробљу Мирогој.

## Књиге и одликовања
Иван Шибл био је веома активан и у публицистичкој делатности. Објавио је књиге:
- Загребачка област у народноослободилачкој борби, Загреб 1950.
- Ратни дневник, Загреб 1960.
- Из илегалног Загреба 1941., Загреб 1965.
- Партизански разговори,
- брошуру Прве политичке акције комуниста у окупираном граду и
- монографију Загреб тисућу деветсто четрдесет прве.

Према, његовом, Ратном дневнику снимљена су три филма - Наши се путови разилазе (1957), Кад чујеш звона (1969) и У гори расте зелен бор (1971), а сам је написао сценарио за филм Наши се путови разилазе и телевизијску серију Суморна јесен.
Носилац је Партизанске споменице 1941. и других високих југословенских одликовања, међу којима су Орден партизанске звезде са златним венцем и Орден заслуга за народ са златном звездом. Орденом народног хероја одликован је 20. децембра 1951. године.